# جوسي ريلم
جوسي ريلم أو عالم العصير (بالإنجليزية: Juicy Realm) هي لعبة فيديو من نوع روجلايك طورها استوديو الألعاب الصيني إسبيس كان غيمز (بالإنجليزية: SpaceCan Games) ونشرتها شبكة إكس دي (بالإنجليزية: X.D. Network). تدور اللعبة حول المستكشفين الذين يذهبون إلى إمبراطورية يسكنها ثمار إحساسية ويقاتلونهم لإنقاذ البشرية. تم إصدارها لـ مايكروسوفت ويندوز وماك أو إس في 3 مايو 2018، ونينتندو سويتش في 7 نوفمبر 2019. وصُدر أيضًا إصدار آي أو إس وأندرويد في 4 مايو 2020. وسيتم إصدارها إلى بلاي ستيشن 4. [بحاجة لمصدر]

## الحبكة
في جوسي ريلم، عدة سنوات في المستقبل، بدأت النباتات تنبت الذراعين والساقين، وبدأت في تطوير الوعي الذاتي. لم تدرك البشرية مدى التهديد الذي تشكله هذه المخلوقات عندما تسيطر على العالم وتتصدرها في السلسلة الغذائية.

## اللعب
جوسي ريلم هي لعبة إطلاق نار شوتم أب من نوع روجلايك حيث تلعب كواحدة من الشخصيات الأربعة، كل منها بأسلحته ومعداته، لاستكشاف إمبراطورية الفاكهة من خلال العديد من الخرائط التي تحتوي على مناطق إجرائية موَلدة، وحوش، وعناصر. سيواجه اللاعبون جميع أنواع الفاكهة ويجمعون الأسلحة والمعدات. يمكنك أيضًا توسيع قاعدة معسكرك كلما تقدمت. في نهاية منطقة تقاتل وحش رئيس. يمكن لعب اللعبة فردياً أو مع لاعب آخر.

## التطوير
تم تطوير اللعبة خلال عام من قبل فريق من شخصين في إسبيس كان غيمز، والذي يتكون من مطور التطبيق تيرال هان (بالإنجليزية:Tyreal Han) وفنان الرسوم الهزلية بِبوإكس (بالإنجليزية: biboX)، وهما لاعبين منذ فترة طويلة. بِبوإكس مسؤول عن الأعمال الفنية والموسيقى. إنها أول لعبة في الاستوديو لأجهزة الكمبيوتر ومشغلات ألعاب الفيديو.

## الاستقبال
قبل إصدار اللعبة، حصلت اللعبة على العديد من الجوائز والترشيحات. تم ترشيحها من قبل إندي بلاي (بالإنجليزية: indiePlay) لجائزة أفضل لعبة كبرى، لكنها فازت بجائزة الامتياز في الفنون البصرية من المعرض التجاري نفسه للعبة. الجوائز الأخرى هي من إيندي ميغا بوذ (بالإنجليزية: Indie Mega Booth) من مؤتمر مطوري الألعاب وبت-سمنت 6 (بالإنجليزية: Bitsumit Vol. 6).

## روابط خارجية
- حساب جوسي ريلم الرسمي علي تويتر